# 古枝村
古枝村（ふるえだむら）は、佐賀県藤津郡にあった村。

## 歴史
- 1889年（明治22年）4月1日 - 町村制の施行により、藤津郡古枝村が村制施行し、古枝村が発足。
- 1954年（昭和29年）4月1日 - 藤津郡鹿島町、浜町、鹿島村、能古見村と合併し鹿島市を新設して消滅。

## 関連文献
- 古枝村小志 - Google ブックス（藤津郡古枝村編、1928年）